# Philology
Philology is een Italiaans platenlabel, dat zich richt op de jazz. Artiesten wier werk op het label uitkwam, zijn onder meer Chet Baker, Gianni Basso, Franco d'Andrea, Lee Konitz, M. Melillo, Tony Pancella, E. Pieranunzi, Enrico Rava en Phil Woods.